# Panorpa
A Panorpa az ízeltlábúak törzsének, a rovarok osztályának csőrösrovarok (Mecoptera) rendjébe és a skorpiólegyek (Panorpidae) családjába tartozó nem.

## Rendszerezés
A nembe az alábbi fajok tartoznak:
- Panorpa acuminata (Byers, 1993) – USA: Georgia
- Panorpa acuta (Carpenter, 1931) – USA: Connecticut, Georgia, Kentucky, Massachusetts, Michigan, New Hampshire, New Jersey, New York, Észak-Karolina, Pennsylvania, Dél-Karolina, Tennessee, Virginia, West Virginia
- Panorpa akasakai (Issiki, 1929) – Tajvan
- Panorpa alpina (Rambur, 1842) – Európa
- Panorpa amamiensis (Miyamoto & Makihara, 1984) – Japán
- Panorpa americana (Swederus, 1787) – USA: Alabama, Delaware, Florida, Georgia, Louisiana, Mississippi, New Jersey, Észak-Karolina, Dél-Karolina, Virginia)
- Panorpa amurensis (MacLachlan, 1872) Korea, Oroszország
- Panorpa angustistriata (Issiki, 1929) – Tajvan
- Panorpa annexa (MacLachlan, 1869) Franciaország, Németország, Szicília, Olaszország
- Panorpa anrenensis (Chou & Wang, 1987) – Kína
- Panorpa antiporum (Nagler, 1968) – Románia
- Panorpa apiconebulosa (Issiki, 1929) – Tajvan
- Panorpa approximata (Esben-Petersen, 1915) – Korea
- Panorpa arakavae (Miyake, 1913) – Japán
- Panorpa arcuata (Navás), 1912)
- Panorpa aspoecki (Willmann, 1973) – Törökország
- Panorpa attenuata (Byers, 1996) – Mexikó
- Panorpa aurea (Cheng, 1957) – Kína
- Panorpa azteca (Byers, 1958) – Mexikó
- Panorpa banksi (Hine, 1901) – USA: Georgia, Iowa, Illinois, Indiana, Kentucky, Massachusetts, Maine, Michigan, Mississippi, Észak-Karolina, New York, Dél-Karolina)
- Panorpa babai (Miyamoto, 1979) – Japán
- Panorpa banksiana (Penny & Byers, 1979) – USA: Észak-Karolina, New Jersey
- Panorpa baohwashana (Cheng, 1957) – Kína
- Panorpa bichai (Byers, 1993) – USA: Indiana, Tennessee
- Panorpa bicornifera (Chou & Wang, 1981) – Kína
- Panorpa bicornuta (MacLachlan, 1887) – Japán
- Panorpa bifasciata (Chou & Wang, 1981) – Kína
- Panorpa bifida (Carpenter, 1935) – USA: Ohio, Pennsylvania, Tennessee, Virginia, West Virginia
- Panorpa bimacula (Byers, 1996) – Mexikó
- Panorpa bistriata (Issiki, 1929) – Tajvan
- Panorpa bonis (Cheng, 1949) – Kína
- Panorpa braueri (Carpenter, 1931) – USA: Arkansas, Missouri
- Panorpa brevicornis (Hua & Li, 2007) – Kína
- Panorpa brevititilana (Issiki, 1929) – Tajvan
- Panorpa bunun (Issiki, 1929) – Tajvan
- Panorpa byersi (Hua & Huang, 2007) – Kína
- Panorpa capillata (Byers, 1996) – USA: Alabama, Arkansas, Kentucky, Mississippi, Tennessee
- Panorpa carolinensis (Banks, 1905) – USA: Észak-Karolina, Tennessee
- Panorpa carpenteri (Cheng, 1957) – Kína
- Panorpa caucasica (MacLachlan, 1869) – Irán, Irak
- Panorpa centralis (Tjeder, 1936) – Kína
- Panorpa chengi (Chou, 1981) – Kína
- Panorpa cheni (Cheng, 1957) – Kína
- Panorpa chiensis (Cheng, 1953) – Korea
- Panorpa choctaw  (Byers, 1993) – USA: Alabama, Arkansas, Georgia, Kentucky, Missouri, Mississippi, Oklahoma, Tennessee)
- Panorpa cladocerca (Navás, 1935) – Kína
- Panorpa claripennis (Hine, 1901) – USA: (Connecticut, Florida, Massachusetts, Michigan, New Hampshire, New York, Ohio, Vermont, Wisconsin, West Virginia), Kanada: Quebec)
- Panorpa clavigera (Klapálek, 1902) -Bosznia-Hercegovina
- Panorpa cognata (Rambur, 1842) – Anglia, Belgium, Dánia, Németország, Hollandia, Oroszország, Svédország)
- Közönséges skorpiólégy (Panorpa communis) (Linnaeus, 1758) – Andorra, Belgium, Franciaország, Németország, Olaszország, Svájc, Oroszország, Anglia, Spanyolország
- Panorpa concolor (Esben-Petersen, 1915) – Tajvan
- Panorpa confinis (Byers, 1993) – USA: Alabama, Mississippi)
- Panorpa connexa (MacLachlan, 1869) – Kaukázus, Törökország
- Panorpa consuetudinis (Snodgrass, 1927) – USA: Alabama, Connecticut, Washington, Delaware, Indiana, Maryland, Mississippi, Észak-Karolina, New Jersey, New York, Ohio, Pennsylvania, Dél-Karolina, Virginia)
- Panorpa contorta (Byers, 1996) – Mexikó
- Panorpa coomani (Cheng, 1957) – Kína
- Panorpa coreana (Okamoto, 1925) – Korea
- Panorpa cornigera (MacLachlan, 1887) – Oroszország
- Panorpa curva (Carpenter, 1938) – Kína
- Panorpa davidi (Navás, 1908) – Kína
- Panorpa debilis (Westwood, 1846) – USA (Washington, Illinois, Indiana, Michigan, Észak-Karolina, New Hampshire, New Jersey, New York, Ohio, Pennsylvania, Tennessee, Virginia, Wisconsin, West Virginia), Kanada: Ontario, Quebec)
- Panorpa deceptor (Esben-Petersen, 1913) – Tajvan
- Panorpa decolorata (Chou & Wang, 1981) – Kína
- Panorpa diceras (MacLachlan, 1894) – Kína
- Panorpa dichotoma
- Panorpa difficilis (Carpenter, 1938) – Kína
- Panorpa dissimilis (Carpenter, 1931) – USA: New Jersey, New York, Virginia)
- Panorpa dubia (Chou & Wang, 1981) – Kína
- Panorpa dubitans (Carpenter, 1931) – USA: Illinois, Indiana, Wisconsin)
- Panorpa emarginata (Cheng, 1949) – Kína
- Panorpa ensigera (Bicha, 1983) – USA: Észak-Karolina, Dél-Karolina)
- Panorpa esakii (Issiki, 1929) – Tajvan
- Panorpa falsa (Issiki & Cheng, 1947) – Tajvan
- Panorpa ferruginea (Byers, 1993) – USA: Alabama, Georgia, Mississippi)
- Panorpa filina (Chou & Wang, 1987) – Kína
- Panorpa flavicorporis (Cheng, 1957) – Kína
- Panorpa flavipennis (Carpenter, 1938) – Kína
- Panorpa flexa (Carpenter, 1935) – USA: Georgia, Észak-Karolina, Dél-Karolina, Tennessee
- Panorpa floridana (Byers, 1993) – USA: Florida
- Panorpa fluvicaudaria (Miyake, 1910) – Japán, Korea
- Panorpa fructa (Cheng, 1949) – Kína
- Panorpa fukiensis (Tjeder, 1951) – Kína
- Panorpa fulvastra (Chou, 1981) – Kína
- Panorpa galerita (Byers, 1962) – USA (New Hampshire, New Jersey, New York, Ohio, Pennsylvania, Wisconsin), Kanada: Quebec)
- Panorpa galloisi (Miyake, 1911) – Japán
- Panorpa germanica (Linnaeus, 1758) – Belgium, Franciaország, Németország, Görögország, Olaszország, Skócia, Norvégia
- Panorpa globulifera (Miyamoto, 1994) – Japán
- Panorpa gokaensis (Miyake, 1910) – Japán
- Panorpa gracilis (Carpenter, 1931) – USA: Észak-Karolina, Virginia)
- Panorpa grahamana (Cheng, 1957) – Kína
- Panorpa gressitti (Byers, 1970) – Kína
- Panorpa guidongensis (Chou & Li, 1987) – Kína
- Panorpa guttata (Navás, 1908) – Kína
- Panorpa hageniana (Willmann, 1975) – Törökország
- Panorpa hakusanensis (Miyake, 1913) – Japán
- Panorpa hamata (Issiki & Cheng, 1947) – Tajvan
- Panorpa helena (Byers, 1962) – USA (Arkansas, Connecticut, Georgia, Iowa, Illinois, Indiana, Kansas, Kentucky, Massachusetts, Maryland, Maine, Michigan, Minnesota, Missouri, Észak-Karolina, New Jersey, New York, Ohio, Pennsylvania, Dél-Karolina, Tennessee, Utah, Virginia, Wisconsin, West Virginia), Kanada: Manitoba)
- Panorpa hispida (Byers, 1993) – USA: Georgia, Dél-Karolina)
- Panorpa hiurai (Miyamoto, 1985) – Japán
- Panorpa horiensis (Issiki, 1929) – Tajvan
- Panorpa horni (Navás, 1928) – Oroszország
- Panorpa hungerfordi (Byers, 1973) – USA: Indiana, Kentucky, Michigan, Ohio, Wisconsin)
- Panorpa hybrida (MacLachlan, 1882) – Románia, Finnország, Németország, Oroszország, Bulgária
- Panorpa immaculata (Esben-Petersen, 1915) – Mexikó
- Panorpa implicata (Cheng, 1957) – Kína
- Panorpa indivisa (Martynova, 1957) – Oroszország keleti része
- Panorpa insolens (Carpenter, 1935 (USA: Kentucky, Ohio)
- Panorpa involuta (Byers, 1996) – Mexikó
- Panorpa ishiharai (Miyamoto, 1994) – Japán
- Panorpa isolata (Carpenter, 1931) – USA: Alabama, Washington, Georgia, Kentucky, Mississippi, Észak-Karolina, Pennsylvania, Dél-Karolina, Tennessee)
- Panorpa issikiana (Byers, 1970) – Kína
- Panorpa issikii (Penny & Byers, 1979) – Tajvan
- Panorpa japonica (Thunberg, 1784) – Japán
- Panorpa kagamontana (Miyamoto, 1979) – Japán
- Panorpa kellogi (Cheng, 1957) – Kína
- Panorpa kimminsi (Carpenter, 1948) – Kína
- Panorpa kiusiuensis (Issiki, 1929) – Japán
- Panorpa klapperichi (Tjeder, 1951) – Kína
- Panorpa kongosana (Okamoto, 1925) – Korea
- Panorpa lacedaemonia (Lauterbach, 1972) – Görögország
- Panorpa lachlani (Navás, 1930) – Tajvan
- Panorpa latipennis (Hine, 1901) – USA: Connecticut, Massachusetts, Michigan, Észak-Karolina, New Jersey, New York, Ohio, Tennessee, Virginia, Vermont, Wisconsin)
- Panorpa leai (Cheng, 1949) – Kína
- Panorpa leucoptera (Uhler, 1858) – Japán
- Panorpa lewisi (MacLachlan, 1887) – Japán
- Panorpa lintienshana (Cheng, 1952) – Tajvan
- Panorpa longicornis (Carpenter, 1931) – USA: Kentucky, Észak-Karolina, Tennessee, Virginia)
- Panorpa longiramina (Issiki & Cheng, 1947) – Tajvan
- Panorpa longititilana (Issiki, 1929) – Tajvan
- Panorpa lugubris (Swederus, 1787) – USA: Alabama, Florida, Georgia, Louisiana, Mississippi, Észak-Karolina, Dél-Karolina, Virginia)
- Panorpa lutea (Carpenter, 1945) – Kína
- Panorpa maculosa (Hagen, 1861) – USA: Connecticut, Georgia, Massachusetts, Michigan, Észak-Karolina, New Jersey, New York, Ohio, Pennsylvania, Dél-Karolina, Tennessee, Utah, Virginia)
- Panorpa magna (Chou, 1981) – Kína
- Panorpa mangshanensis (Chou & Wang, 1987) – Kína
- Panorpa meridionalis (Rambur, 1842) – Andorra, Spanyolország, Franciaország, Olaszország, Portugália, Románia
- Panorpa mexicana (Banks, 1913) – Mexikó
- Panorpa mirabilis (Carpenter, 1931) – USA: Michigan, New Jersey, New York, Pennsylvania)
- Panorpa miyakeiella (Miyamoto, 1985) – Japán
- Panorpa mokansana (Cheng, 1957) – Kína
- Panorpa mucronata (Byers, 1996) – Mexikó
- Panorpa multifasciaria (Miyake, 1910) – Japán
- Panorpa nanwutaina (Chou, 1981) – Kína
- Panorpa nebulosa (Westwood, 1846) – USA (Connecticut, Georgia, Illinois, Kentucky, Massachusetts, Maine, Michigan, Missouri, Észak-Karolina New Hampshire, New Jersey, New York, Ohio, Pennsylvania, Dél-Karolina, Tennessee, Virginia, Vermont, Wisconsin), Kanada: (Ontario, Quebec)
- Panorpa neglecta (Carpenter, 1931) – USA: Alabama, Georgia, Kentucky, Tennessee)
- Panorpa neospinosa (Chou & Wang, 1981) – Kína
- Panorpa nigrirostris (MacLachlan, 1882) – Irán
- Panorpa nipponensis (Navás, 1908) – Japan
- Panorpa nokoensis (Issiki, 1929) – Tajvan
- Panorpa nuptialis (Gerstaecker, 1863) – USA (Alabama, Arkansas, Kansas, Louisiana, Mississippi, Missouri, Oklahoma, Texas), Mexico)
- Panorpa obliqua (Carpenter, 1945) – Kína
- Panorpa obliquifascia (Chou & Wang, 1987) – Kína
- Panorpa obtusa (Cheng, 1949) – Kína
- Panorpa ochraceocauda (Issiki, 1927) – Tajvan
- Panorpa ochraceopennis (Miyake, 1910) – (Japán
- Panorpa oconee (Byers, 1993) USA: Georgia
- Panorpa okamotona (Issiki, 1927) – Korea
- Panorpa ophthalmica (Navás), 1911) – Tajvan
- Panorpa orientalis (MacLachlan, 1887) – Korea, Oroszország
- Panorpa pachymera (Byers, 1993) – USA: Georgia, Dél-Karolina
- Panorpa pallidimaculata (Issiki, 1929) – Tajvan
- Panorpa palustris (Byers, 1958) – USA: Észak-Karolina, Virginia
- Panorpa pectinata (Issiki, 1929) – Tajvan
- Panorpa penicillata (Byers, 1962 – Mexikó
- Panorpa peterseana (Issiki, 1927) – Tajvan
- Panorpa picta (Hagen, 1863) – Törökország
- Panorpa pieli (Cheng, 1957) – Kína
- Panorpa pieperi (Willmann, 1975) – Törökország
- Panorpa pingjiangensis (Chou & Wang, 1987) – Kína
- Panorpa planicola (Byers, 1993) – USA: Dél-Karolina
- Panorpa plitvicensis (Lauterbach, 1972) – Jugoszlávia
- Panorpa pryeri (McLachlan, 1875) – Japan
- Panorpa pseudoalpina (Nagler, 1970)- Románia
- Panorpa punctata (Klug, 1838) – Mexikó
- Panorpa pura (Klapálek, 1906) – Európa, Ázsia
- Panorpa pusilla (Cheng, 1949) – Kína
- Panorpa qinlingensis (Chou & Ran, 1981) – Kína
- Panorpa quadrifasciata (Chou & Wang, 1987) – Kína
- Panorpa ramosa (Byers, 1996) – Mexikó
- Panorpa rantaisanensis (Issiki, 1929) – Tajvan
- Panorpa reclusa (Byers, 1996) – Mexikó
- Panorpa reni (Chou, 1981) – Kína
- Panorpa robusta (Carpenter, 1931) – USA: Georgia, Dél-Karolina
- Panorpa rufa (Gray, 1832 (USA: Alabama, Florida, Georgia, Mississippi, Észak-Karolina, Dél-Karolina)
- Panorpa rufescens (Rambur, 1842 (USA: Connecticut, Washington, Massachusetts, Maryland, Michigan, New Hampshire, New Jersey, New York, Pennsylvania, Rhode Island)
- Panorpa rufostigma (Westwood, 1846) – Albánia
- Panorpa rupeculana (Byers, 1993) – USA: Arkansas, Louisiana, Mississippi
- Panorpa schweigeri (Willmann, 1975) – Törökország
- Panorpa scopulifera (Byers, 1993) – USA: Georgia, Dél-Karolina
- Panorpa semifasciata (Cheng, 1949) – Kína
- Panorpa serta (Byers, 1996) – Mexikó
- Panorpa setifera (Webb, 1974) – USA: Wisconsin
- Panorpa sexspinosa
- Panorpa shanyangensis (Chou & Wang, 1981) – Kína
- Panorpa shibatai (Issiki, 1929) – Tajvan
- Panorpa sibirica (Esben-Petersen, 1915) – Oroszország
- Panorpa sigmoides (Carpenter, 1931) – USA: Iowa, Illinois, Indiana, Minnesota, Ohio, Wisconsin
- Panorpa similis (Esben-Petersen, 1915
- Panorpa sonani (Issiki, 1929) – Tajvan
- Panorpa speciosa (Carpenter, 1931) – USA: Iowa, Illinois, Indiana, Kentucky, Minnesota, Missouri, Wisconsin
- Panorpa statura (Cheng, 1949) – Kína
- Panorpa stigmalis (Navás, 1908) – Kína
- Panorpa stotzneri (Esben-Petersen, 1934) – Kína
- Panorpa striata (Miyake, 1908) – Japán
- Panorpa subambra (Chou & Tong, 1987) – Kína
- Panorpa subaurea (Chou & Li, 1987) – Kína
- Panorpa subfurcata (Westwood, 1842 – USA (Massachusetts, Maine, Michigan, Minnesota, New Jersey, New York, Pennsylvania, Virginia, Wisconsin, West Virginia), Kanada: Nova Scotia, Ontario, Quebec
- Panorpa submaculosa (Carpenter, 1931) – USA: Georgia, Indiana, Kentucky, Maryland, Michigan, New York, Ohio, Pennsylvania, Dél-Karolina, Tennessee, Utah, Wisconsin
- Panorpa subulifera (Byers, 1962) – USA: Virginia
- Panorpa susteri (Nagler, 1970 – Románia
- Panorpa taiheisanensis (Issiki, 1929) – Tajvan
- Panorpa taiwanensis (Issiki, 1929) – Tajvan
- Panorpa takenouchii (Miyake, 1908) – Japán
- Panorpa tatvana
- Panorpa terminata (Klug, 1838) – Mexikó
- Panorpa tetrazonia (Navás, 1935) – Kína
- Panorpa thompsoni (Cheng, 1957) – Kína, Japán
- Panorpa thrakica (Willmann, 1976) – Törökország
- Panorpa titschacki (Esben-Petersen, 1934) – Görögország
- Panorpa tjederi (Carpenter, 1938) – Kína
- Panorpa trifasciata (Cheng, 1957) – Kína
- Panorpa tritaenia (Chou & Li, 1987) – Kína
- Panorpa trizonata (Miyake, 1908) – Japán
- Panorpa tsunekatanis (Issiki, 1929 ) – Japán
- Panorpa tsushimaensis (Miyamoto, 1979) – Japán
- Panorpa turcica (Willmann, 1975) – Törökország
- Panorpa typicoides (Cheng, 1949) – Kína
- Panorpa venosa (Westwood, 1846) – USA: Georgia
- Panorpa vernalis (Byers, 1973) – USA: Arkansas, Louisiana, Mississippi
- Panorpa virginica 8Banks, 1906) -USA: Connecticut, Georgia, Észak-Karolina, New Jersey, Dél-Karolina, Tennessee, Virginia
- Panorpa vulgaris (Imhoff & Labram, 1845) – Európa
- Panorpa waongkehzengi (Navás, 1935) – Kína
- Panorpa wormaldi (MacLachlan, 1875) – Japán
- Panorpa wrightae (Cheng, 1957 ) – Kína
- Panorpa yangi (Chou, 1981) – Kína
- Panorpa yiei (Issiki & Cheng, 1947) – Tajvan
- Panorpa youngi (Byers, 1994) – Tajvan